# 我的幸福婚約
《我的幸福婚約》是顎木亞玖彌（顎木あくみ）創作的輕小說，月岡月穗負責插畫，內容為架空的奇幻背景大正時代發生的愛情故事。小說曾經在成為小說家吧上連載過，因作者退出而刪除。改編漫畫由2018年12月20日起於GANGAN ONLINE上連載。截至2024年7月，系列包含實體書籍與電子書籍、累積發行超過900萬冊。
改編自小說第1卷的朗讀劇於2021年7月上演。由Kinema Citrus擔任動畫製作的電視動畫於2023年7月首播；第2季於2025年1月至3月播出。朗讀劇和動畫的男女主角均由石川界人和上田麗奈飾演。改編真人電影於2023年3月17日上映，目黑蓮主演，今田美櫻飾演女主角。

## 故事簡介
故事建構在大正時代的日本，與現實相近但略有差異。在這個世界存在著擁有超能力（異能）、被日本政府稱作「異能者」的特殊人群，越是罕見的異能，越容易引起知情者的覬覦和爭鬥。與此同時為了應對某些居心不良的「異能者」危害國民的事件，該政府旗下設有名為「對異特務小隊」的維安作戰組織。
齋森美世是出身異能者名門的長女，但是她卻不像妹妹有珍稀的「見鬼之才」，從小遭父親蔑視，並飽受繼母和妹妹欺凌。齋森家為了政治聯姻，將美世許配給異能者久堂清霞。清霞雖才能卓越，卻性格冷酷，已被多任未婚妻解除婚約。美世初到久堂家時，只得到清霞冷淡對待，但善良的美世漸漸打動了冷漠的清霞，雙方在相處過程中逐漸互生好感。
美世經歷繼母和妹妹主使的綁架事件後，正式和清霞前往公家機構登記婚約。隨著劇情推進，美世獲得清霞的姊姊葉月的幫助學習禮儀，結識眾多貴人之餘開始覺醒掌握名為「夢見之力」的罕見異能，她逐漸理解生母家族薄刃家的秘密，但同時和清霞面對來自各方的挑戰，這其中包含曾深愛著美世生母澄美的「異能心教」教主甘水直意圖推翻現有政局的陰謀。經歷多番波折，「異能心教」隨著甘水直被討伐身亡而瓦解，美世和清霞終如願舉辦婚禮，成為正式的夫妻。

## 登場人物
聲優為朗讀劇/動畫，未特別註記則僅有動畫。

### 主角
齋森美世（聲：上田麗奈，演：今田美櫻）
女主角。故事開始時19歲。異能家族齋森家的長女，已故的母親薄刃澄美則是以干涉他人心靈異能見長的薄刃家後裔。特徵是黑色長髮和紫色雙眼。過去曾修習過茶道、花道、傳統日本舞蹈，小學退學後本來準備進入女子學校求學，皆被繼母香乃子中斷學習。因為出生在異能者家庭卻無法使用異能而被冷落，加著被繼母香乃子和異母妹香耶虐待，長期過著與傭人無異的生活，亦導致當時健康狀況欠佳。
事實上具有「夢見之力」的罕見異能，能夠進入及操作包含自己在內的人類夢境之中，只要對象不是完全不會入眠的人，無論對方再怎麼強大，都能以該能力控制對方的精神，甚至加以洗腦。起初無法自主發動並運用「夢見之力」，直到第五卷，被甘水直使用異能干涉，其異能才能夠發動。隨著能力增強開始能踏入指定對象的精神世界，還能藉此預知一定程度的未來，甚至是讓設定的目標化為現實和將指定目標帶入夢境世界，但是夢境世界若被從內部蓄意攻擊破壞會崩解是其弱點。擁有「夢見之力」的薄刃家成員通稱為「夢之巫女」。
和辰石幸次是青梅竹馬，但由於幸次的父親辰石實從中干預阻撓、父親真一和繼母香乃子安排幸次與香耶訂婚，以至於幸次被迫和她保持距離。被父親安排和清霞締結婚約（實為家族無法拒絕上位者久堂家的請求，才故意把「不符合」世家千金條件的美世推出去當婚約者，趁機把美世趕出家門），因為過去的遭遇而表現得十分自卑，但對待由里江謙虛親切的態度而引起清霞的興趣與愛憐，兩人也逐漸情投意合。個性隨著劇情發展逐漸變得積極，同時拜清霞照顧所賜讓健康狀況好轉，還和清霞發展成愛情關係。料理手藝很好，本人雖因為自卑不認為如此，但是其手藝獲得清霞的好評。以被香乃子和香耶聯手安排的綁架事件為機緣，獲得清霞和幸次的拯救，正式和清霞登記婚約。經由葉月的指導學習淑女知識和禮儀。
隨著陸續接觸薄刃家成員及曾深愛母親的「異能心教」教主甘水直，理解薄刃家與天皇政權的糾葛，但不認同甘水為達目的犧牲他人的作為而拒絕加入「異能心教」為其效力，連帶波及清霞遭受甘水為首的派系陷害入獄。小說第六卷透過正清、佳斗、一志等人的相助救出清霞和招攬對抗「異能心教」的人脈，「異能心教」瓦解後，美世和清霞於小說第七卷正式舉辦結婚典禮，接受來賓們的祝福。小說第九卷美世與清霞藉新婚旅行之便拜訪久堂家的本家宮小路家。
久堂清霞（聲：石川界人，演：目黑蓮）
男主角。美世的未婚夫。故事開始時27歲。特徵是淺茶色的頭髮與淡藍色的雙眼，其容貌被美世形容為「兼具凜然威風的氣質和柔弱纖細的美」。異能者名門久堂家現任家主，家族同時是宮小路家的分家。帝國大學畢業後成為對異特務小隊的隊長，軍階少校。已知擁有火之異能、雷之異能、結界能力和運用式神的能力。過去的幾任未婚妻都在和他相處不到三天，就紛紛解除婚約，因而惹來不少惡名。其實是對出身名門且趾高氣昂、化妝特別濃、只是為了財富和地位而接近他的女性很沒輒，在受不了的情況下把這些人都趕走而惹來的惡名。
與父親正清與母親芙由的關係欠佳。對類型與上述女性完全相反的美世開始時也頗為戒備，相處過後開始對她產生興趣，調查其處境後對她有著憐惜，在拋除對前未婚妻們的偏見後慢慢發展成愛情。在美世遭遇香乃子和香耶聯手安排的綁架事件中，偕同美世的青梅竹馬幸次救出美世，以此機緣正式和美世登記婚約。
曾一度遭受甘水直為首的政治派系陷害鋃鐺入獄受盡折磨，在小說第六卷中透過美世、五道、一志的協助成功脫困恢復自由之身，在甘水直被討伐後洗清莫須有的罪名。小說第七卷中，美世和清霞正式舉辦結婚典禮，接受來賓們的祝福。小說第九卷美世與清霞藉新婚旅行之便拜訪久堂家的本家宮小路家。
清（聲：小林由美子）
清霞的式神，容貌和年幼時期的清霞相仿。經常在清霞不方便行動的時候協助代為發言或依據指示行動，能和清霞共享透過視覺和聽覺得到的情報。

### 久堂家
久堂葉月（聲：日笠陽子）
久堂清霞的姐姐。穿著西式洋裝。個性活潑的淑女。和前夫大海渡征育有一子旭，和清霞同樣與母親芙由的關係不佳。不擅長料理，會使用異能和驅使式神，但能力上遠遠比不上父親和清霞。負責指導美世有關淑女的各項知識和禮儀。在清霞和美世舉辦婚禮時也有提供協助，以家屬身分出席婚禮祝福兩者。
由里江（聲：佐佐木優子／桑島法子，演：山本未來）
久堂家的傭人，個性溫和可親的老婦人。也是代替清霞的父母照顧他成長的人。是少數能夠鎮住清霞的人士。協助美世熟悉久堂家，在清霞和美世舉辦婚禮時也有提供協助，出席婚禮祝福兩者。
久堂正清（聲：置鮎龍太郎）
清霞和葉月的父親，前任久堂家當家。具有強大的異能但體弱多病，能使用雷之異能設置陷阱電擊敵人。在清霞大學畢業後將當家位子傳給清霞。表面上疼愛孩子，實際上把照顧孩子的責任全推給妻子，因此子女和他也不太親近。忠於天皇，擁有不少人脈，和許多異能世家的人物相識。
在清霞多次拒絕和名門千金相親而為此苦惱時，偶然查到齋森家有一個因沒有異能而近乎不被視為千金的長女美世，覺得兒子可能會接受這位身世可憐的女孩。因此故意向齋森家提親，並賭中家主會把美世推出來和「惡名昭彰」的清霞訂婚。本身並不介意子女的婚約者不是異能者或門第不高的問題（前女婿大海渡征也是非異能者）。
小說第六卷中與美世會談，同意請人脈協助對抗「異能心教」營救清霞。小說第七卷在清霞和美世舉辦婚禮時，以家屬身分出席婚禮祝福兩者。
久堂芙由（聲：井上喜久子）
清霞和葉月的母親。典型大小姐個性，個性歇斯底里又傲嬌，與清霞關係惡劣。曾批評齋森家的家主真一頭腦思維欠佳。起先與美世初會面時評論對方為「邋遢的侍女」並向她展現無理的態度，引起清霞和正清的憤怒，但隨著故事進展逐漸接受了美世。在清霞和美世舉辦婚禮時，連同葉月、由里江協助美世調節情緒和處裡事務，以家屬身分出席婚禮祝福兩者。
雲庵雀兒（聲：阪口周平）
清霞母親方的親戚，擁有治療異能的醫生。看似輕浮但擁有深度的異形知識。小說第七卷在清霞和美世舉辦婚禮時，出席婚禮祝福兩者。
笹木夫妻
久堂家別墅中擔任管家的夫妻檔。小說第七卷在清霞和美世舉辦婚禮時，出席婚禮祝福兩者。

### 帝國陸軍
五道佳斗（聲：石谷春貴／下野紘，演：前田旺志郎）
對異特務小隊的男性軍人，清霞的心腹。表面輕浮，實際上相當有實力，擁有爐火純青的異能技巧，善待美世。其父親是對異特務小隊成員兼招攬清霞的關鍵人物，但是父親在討伐土蜘蛛的時候不幸殉職。在清霞被陷害入獄期間幫忙管理小隊成員，雖不滿甘水直但為維持秩序避免節外生枝，而在甘水直的監視、軍隊、民眾之間多頭燒，直至和美世與清會面才吐露這段期間的狀況，幫助美世營救清霞。小說第七卷作為賓客出席美世和清霞的婚禮獻上祝福。
大海渡征（聲：三宅健太）
清霞的上司，出身軍人世家，同時也是葉月的前夫，兩人之間育有一子旭。無異能。在甘水派和皇族派的鬥爭中效忠皇族派，帶領皇族派弭平兩派之間持續的小規模鬥爭，幫助被甘水直監視的軍隊成員撤離。小說第七卷連同兒子旭作為賓客出席美世和清霞的婚禮獻上祝福。
陣之內薰子（聲：戶松遙）
對異特務小隊第二小隊唯一的女性軍人。過去曾是清霞的未婚妻候補，同時是曾和清霞、五道在同小隊共事的同袍，由於清霞顧及與薰子訂婚將會有私情影響公事的疑慮，為此在沒有向薰子說明疑慮的狀態拒絕了這樁婚事，造成薰子留有隔閡與遺憾。愛慕清霞而嫉妒美世，被甘水直欺騙擔任其內應，後來和美世達成和解，在五道回歸對異特務小隊後，仍持續接受對異特務小隊監視，繼續為對異特務小隊執行任務。在小說第七卷作為賓客出席美世和清霞的婚禮。
光明院善
小說第七卷初登場，對異特務小隊第二小隊舊都據點的隊長，他曾任五道佳斗的父親的副官，是清霞的前任上司，同時是五道佳斗和薰子的上司。已婚，妻子為光明院節。小說第七卷偕同妻子節在美世和清霞的婚禮擔任媒人。
百足山（聲：前野智昭）
對異特務小隊的班長，體能強化系的異能者。參與討伐「異能心教」。

### 齋森家
齋森香耶（聲：八木侑紀 ／佐倉綾音，演：高石明里）
美世的異母妹妹，真一和香乃子所生之女。容貌出色，個性機靈，擁有「鬼見之才」，能夠使用式神，但不具備能和異形戰鬥的實戰異能，只被視為能誕下異能者子孫的女兒。從小受父母影響而看不起美世，因能在女校讀書而更看不起過着傭人生活的姊姊。經由父母安排與幸次訂婚，但其實對父母的期盼感受到相當沉重的壓力，也承認無論是齋森家和幸次都不是她渴望的事物。與母親聯手策畫了綁架美世的事件，在清霞出言斥責作為時，出言詆毀美世且堅信自己做著正確之事，被幸次指責和帶離著火的齋森家倉庫。在美世綁架事件後被安排到規矩甚嚴的家系擔任女僕。在小說第七卷撰寫帶有自我安慰和嘲諷意味的信寄給美世，認為自己只要沒有想起綁架美世的延伸事件便還算過得不錯，譏笑美世嫁給清霞實屬不幸。
齋森香乃子（聲：木曾寬子／植田佳奈，演：山口紗彌加）
美世的繼母，香耶的母親。痛恨美世和其生母澄美，不但將長年照顧美世、被美世視為母親般的傭人花解雇，還和香耶任意拿走毀損澄美的遺物。主導了美世的綁架事件，與香耶將美世囚禁在齋森家的倉庫，試圖令美世放棄和清霞的婚約，但由於清霞趕來救出美世導致計劃以失敗告終，被幸次帶離著火的齋森家倉庫。在美世綁架事件後移居鄉下別館。
齋森真一（聲：坂東尚樹／家中宏，演：高橋努）
美世的父親。齋森家當家。在政治聯姻下被迫和戀人香乃子分手並和美世媽媽澄美結婚，在澄美過世後與香乃子再婚，因此相當寵愛香乃子和香乃子的女兒香耶，進而對美世漠不關心。由於不能拒絕上位者久堂正清的請求，才會安排美世和「經常趕走婚約者」的久堂清霞訂婚，並以此為藉口把「沒有異能」的美世趕出家門。對父母和辰石所執著的薄刃異能和基因不甚了解，也不知道薄刃家成員大部分皆沒有見鬼之才的特徵，因此在辰石要求以「幸次入贅齋森家和香耶訂婚」為條件來交換「美世嫁入辰石家和長子一志訂婚」要求時，只佔據對己方有利條件，無視辰石家要求，並以為只要美世被久堂家趕走，那辰石家想要收留美世也沒意見。
在美世綁架事件與辰石實阻撓清霞救出美世未果，反被清霞的實力震懾，但始終不肯向美世道歉。在美世綁架事件後，清霞透露真一與香乃子解聘大多數的佣人，移居鄉下別館，齋森家經歷此事已經實屬沒落。
花（聲：能登麻美子，演：小林涼子）
時任齋森家的女傭，已婚。為人善良，被美世視若母親般的存在，是齋森家裡少數真心關懷美世的對象。由於真一和香乃子再婚，被痛恨澄美相關事物的香乃子惡意解雇，此後她結婚育有孩子，並透過清霞的安排在久堂家和美世再會。小說第七卷偕同丈夫出席清霞和美世的婚禮並祝福兩者。

### 辰石家
辰石幸次（聲：西山宏太朗，演：小越勇輝）
美世、香耶的青梅竹馬。辰石家次男。容貌清秀，個性溫和，有著膽小怕事的一面。喜歡美世，原多度維護美世試圖改善她遭受的待遇，但礙於父親實斥責不許干預齋森家後，只得和美世保持距離。在齋森真一的安排下入贅到齋森家並和香耶訂婚，仍相當關切美世的生活，對自己未能對抗齋森家的決策導致美世被包辦婚約感到自責。因為沒有受過異能修行，導致異能程度不高且無法順利發揮，但在美世綁架事件獲知父親刻意陷美世於不利的真相，出於憤怒瞬間爆發出超越過往的實力水準，與父親徹底反目和幫助清霞營救美世，見證清霞輕易讓真一、實退敗的場面，了解自己和清霞的實力差距。在美世綁架事件後深感自己作為異能者的不足而前往舊都修行。
分離時隔一年後，在小說第七卷再次露面，已加入異特務小隊的第二小隊，成為訓練有素的軍人，持續鍛鍊自身異能，仍和香耶維持訂婚關係。正式出席美世和清霞的婚禮，偕同其他賓客為兩者祝福，並將香耶的信交給美世。
辰石一志（聲：深町壽成）
辰石幸次的哥哥，辰石家的長子。外表輕浮，穿著華麗，實則破解法術的高手，在美世綁架事件暗中幫助被父親限制行動的幸次脫困。在父親退位後擔任辰石家當家，接受久堂家以行動限制為目的的監視，亦開始接觸各類的基礎武術。小說第六卷聽聞清霞入獄，出言揶揄從宮殿返回值勤所的成員們而一度被軟禁，後來同意幫助美世等人對抗「異能心教」和營救清霞。小說第七卷作為賓客出席清霞和美世的婚禮並祝福兩者。
辰石實（聲：岡哲也／堀內賢雄，演：平山祐介）
一志和幸次的父親。辰石家當家。擁有結界能力和火之異能。要求幸次不得對遭遇虐待的美世伸出援手。在美世綁架事件坦承讓美世處於孤立狀態，實則藉此得到美世，令得知其作為的幸次頓時勃然大怒，導致父子關係決裂，試圖阻撓清霞與幸次救出美世，追擊兩者的時候釋放火焰被清霞的結界擋下，卻意外造成火勢蔓延，令齋森家付之一炬。在美世綁架事件後，出於負責，將當家之位轉移給長子一志。

### 薄刃家
鶴木新 / 薄刃新（聲：木村良平、湯淺楓（幼少期），演：渡邊圭祐）
鶴木貿易的繼承人。真名是薄刃新，為薄刃家下任當家和美世的表兄，澄美的侄子，父親是非異能者。本身具有幻術的異能，和美世、大部分薄刃家成員一樣不具備見鬼之才。曾一度被義浪試圖安排與美世的親事，但由於美世堅持和清霞在一起而作罷。致力改變薄刃家的扭曲價值觀，雖然假意加入「異能心教」渴求讓薄刃家獲得公正的待遇，但並非真心為教團效力，實為在皇太子堯人授意下在甘水直身邊卧底，於小說第六卷被捲入「異能心教」的動亂事件，一度被美世運用「夢見之力」連同一志帶往夢境世界，憑自身行動脫離夢境世界後持槍射殺甘水直，被對方投擲短刀傷及腹部。事件過後由擅長治療異能的雲庵及時治療住院休養，向前來探視的美世透露薄刃家以異能至上的觀念弊端與甘水直的過往。小說第七卷作為新人親屬出席清霞和美世的婚禮並祝福兩者。
薄刃澄美（聲：日高範子、島袋美由利（幼少期），演：土屋太鳳）
美世的生母，齋森真一的前妻，薄刃新的姑姑。生前容貌和美世相仿，出身於擁有干涉人心異能的薄刃家，擁有微薄但能夠心靈感應的異能。是家主唯一擁有異能的孩子，本應和入贅的未婚夫繼承家主之位，卻在天皇的陰謀下，為拯救家族危機而下嫁齋森家。學生時期曾使用「鶴木澄美（つるき すみ）」的化名，顧及美世可能透露異能的疑慮和風險選擇暫時封印她的異能。在美世兩歲時不幸病逝，安葬於齋森家的墓園。她生前的際遇也成為甘水直成立「異能心教」試圖推翻天皇的起因。
澄美過世數年後，其施加在美世身上的封印受解除，其意識於小說第六卷在美世使用「夢見之力」踏入夢境世界和甘水直對峙時，出聲告誡甘水直應該做自己真正想做的事。美世和清霞也在小說第七卷特地在婚禮前墳祭拜澄美的墓地。
鶴木義浪 / 薄刃義浪（聲：廣田行生，演：火野正平）
鶴木新的祖父。真名是薄刃義浪，現任薄刃家當家，為澄美的父親，也是美世的外祖父和新的祖父。起先對美世遭受齋森家的冷落虐待不知情，原有意拆散美世和清霞、試圖將美世安排和新成婚，但最終受干預作罷，選擇尊重美世，此後經常關切著美世的動態。小說第七卷作為新人親屬出席清霞和美世的婚禮並祝福兩者。
甘水直（聲：內田夕夜、青木志貴（幼少期））
出身於薄刃家的分家甘水家的男性，曾是美世母親澄美的未婚夫候補，並深愛澄美，但由於澄美小姐被安排嫁往齋森家，對薄刃家失望至極選擇脫離家族，創立「異能心教」，打算藉著培養運用人為方式得到異能的人工異能者顛覆國家，攏絡政府和軍方重要人士，向拆散兩人的天皇報仇。看中美世的異能試圖攏絡她加入「異能心教」，其所屬的政治派系亦為此和皇族派互相鬥爭，造成清霞遭陷害入獄。在小說第六卷與美世等人對峙，一度被美世運用「夢見之力」帶往夢境世界，但由於雙方理念分歧而未能達成共識，在脫離夢境世界沒多久被新搶先一步開槍擊中頭部陣亡，「異能心教」跟著分崩離析，包含寶上、文部大臣及其秘書等殘存黨羽和曾幫助他的人士也全都遭到逮捕。

### 皇族、大臣
堯人（聲：石田彰，演：大西流星（浪花男子））
今上帝的第2個兒子，也是繼承帝位的最有力人選，在兄弟中唯一具有天啟的異能。在天皇失去異能後以皇太子身份統治國家，很早已經結婚及育有孩子。與清霞同齡並有朋友情誼，曾批判自己的父親是個平庸之輩。在動畫第一季最後曾經與清霞和美世見面，並為父親對他倆造成的諸般磨難道歉，也真誠祝福兩人婚姻幸福美滿。在第二季起授意薄刃家不用再隱藏身份，以異能家族的一員逐漸融入社會。
今上帝（聲：菅生隆之，演：石橋蓮司）
統治國家的最高權力者(天皇)，目前臥病在床。
從皇太子時代以來就對「夢見之力」感到恐懼，深恐持有該異能者降生於世後會讓失去天啟異能的天皇權威掃地，因此敵視可能出現擁有「夢見之力」異能之人的薄刃家，三番兩次策動諸般陰謀企圖將薄刃家消滅。為了沖淡甚至斷絕薄刃家血脈，暗地促成薄刃澄美嫁給齋森真一，可說是導致美世在齋森家受盡欺凌的元凶，以及讓甘水直不惜脫離薄刃家、創立異能心教製造動亂的推手。
在動畫中是策動辰石實教唆香乃子及香耶母女綁架美世的幕後黑手，小說第二卷中又密謀拆散清霞與美世，企圖讓久堂家與薄刃家相爭並同歸於盡，孰料卻反而促成美世異能的覺醒。在動畫第一季最後試圖在夢境世界把清霞和美世一舉抹殺，但反過頭被美世的異能擊敗。之後因為病情加重又失去天啟異能，只能黯然釋權徒留寶座虛位，讓擁有異能的兒子堯人以太子監國的身份掌權。在第二季被甘水直綁架及借其名義操控國家，後被異能隊伍和久堂正清召集的人馬救出。
鷹倉（聲：櫻井透）
現今政權的年輕內大臣，個性理智，是堯人的心腹。

## 創作
本作是作者顎木亞玖彌的出道作。他在訪談中稱本作直接受到《RDG 瀕危物種少女》和《妖怪公寓的優雅日常》的影響，因而有着類似「普通人過着普通的生活，暗地裏卻有着不可思議的能力」的故事設定。他又指已經有不少以明治、大正時期為背景的戀愛作品，其中不乏《窈窕淑女》等優秀作品，於是想到在作品中加入奇幻要素，形成這部奇幻戀愛小說。

## 出版書籍
| 冊數 | KADOKAWA      | KADOKAWA                                      | 台灣角川       | 台灣角川               | 青岛出版社 | 青岛出版社             |
| 冊數 | 發售日期      | ISBN                                          | 發售日期       | ISBN                   | 發售日期   | ISBN                   |
| ---- | ------------- | --------------------------------------------- | -------------- | ---------------------- | ---------- | ---------------------- |
| 1    | 2019年1月15日 | ISBN 978-4-04-073019-6                        | 2021年3月24日  | ISBN 978-986-524-274-9 | 2022年9月  | ISBN 978-7-5736-0197-1 |
| 2    | 2019年7月13日 | ISBN 978-4-04-073253-4                        | 2021年6月30日  | ISBN 978-986-524-566-5 | 2022年9月  | ISBN 978-7-5736-0400-2 |
| 3    | 2020年2月15日 | ISBN 978-4-04-073473-6                        | 2021年7月29日  | ISBN 978-986-524-632-7 | 2022年9月  | ISBN 978-7-5736-0342-5 |
| 4    | 2020年9月15日 | ISBN 978-4-04-073725-6                        | 2021年12月22日 | ISBN 978-626-321-060-8 | 2022年9月  | ISBN 978-7-5736-0412-5 |
| 5    | 2021年7月15日 | ISBN 978-4-04-073948-9                        | 2022年3月25日  | ISBN 978-626-321-294-7 | 2022年9月  | ISBN 978-7-5736-0413-2 |
| 6    | 2022年7月15日 | ISBN 978-4-04-074601-2                        | 2023年4月20日  | ISBN 978-626-352-449-1 |            |                        |
| 7    | 2023年7月14日 | ISBN 978-4-04-075039-2                        | 2024年1月25日  | ISBN 978-626-378-423-9 |            |                        |
| 8    | 2024年3月15日 | ISBN 978-4-04-075111-5（附動畫Blu-ray同梱版） | 2025年2月4日   | ISBN 978-626-415-181-8 |            |                        |
| 9    | 2025年3月14日 | ISBN 978-4-04-075697-4                        |                |                        |            |                        |

## 迴響
截至2020年10月，第1至4集累積發行量突破200萬冊。截至2022年4月，突破400萬冊。截至2024年7月，系列作包含小說、漫畫與電子書在內，發行量突破900萬冊。
改編漫畫獲得全國書店店員推薦漫畫2021第1位、《這本漫畫真厲害！2021》女生篇第7位、2023年BookLive讀者票選少女和女性漫畫第6名。進入2024年時，改編動畫入圍動畫趨勢獎（Anime Trending Award）的年度動畫排行榜第6名|與最佳分鏡獎第5名、最佳背景視覺獎第5名，男主角久堂清霞排名動畫趨勢獎年度男主角獎第9名，女主角齋森美世則排名動畫趨勢獎年度女主角獎第10名，清霞和美世亦名列動畫趨勢獎年度情侶獎第3名，動畫版飾演女主角齋森美世的上田麗奈榮獲動畫趨勢獎最佳女主角聲演獎。漫畫獲選為「BookLive!讀者票選」戀愛·喜劇漫畫類第3名，亦在該年7月的日本博覽會獲頒金達摩獎最佳愛情動畫獎。
日本娛樂網站「Natalie」於2024年3月發表以「和風戀愛奇幻作品何以流行」為題的解析專題，編者岸野恵加在文中寫道，包含《我的幸福婚約》在內的同類型作品，其共同點在於女主角飽受家族的壓迫乃至於虐待、身邊擁有才華洋溢出色的手足以至於在成長過程經常被互相比較，和童話《灰姑娘》的故事相似，接著外型出眾且擁有高地位的男主角發現了女主角的存在和隱藏能力，結婚同時講述主角如何克服困難找到幸福，岸野稱這般情節似乎與小說發佈網站上流行的「逆襲系（日语：ざまあ系）」（其中貶低主角或犯下惡行的角色變得不幸的作品）有一些重疊，而且故事設定的虛構時代通常容易讓讀者聯想起明治和大正時代。

## 改編作品

### 漫畫
改編漫畫由負責作畫，2018年12月20日起於史克威爾艾尼克斯漫畫網站GANGAN ONLINE連載。
| 冊數 | 史克威爾艾尼克斯 | 史克威爾艾尼克斯                                        | 東立出版社    | 東立出版社             | 天闻角川   | 天闻角川               | 天闻角川     | 天闻角川               |
| 冊數 | 發售日期         | ISBN                                                    | 發售日期      | ISBN                   | 漫画       | 漫画                   | 特裝版小册子 | 特裝版小册子           |
| 冊數 | 發售日期         | ISBN                                                    | 發售日期      | ISBN                   | 發售日期   | ISBN                   | 發售日期     | ISBN                   |
| ---- | ---------------- | ------------------------------------------------------- | ------------- | ---------------------- | ---------- | ---------------------- | ------------ | ---------------------- |
| 1    | 2019年9月12日    | ISBN 978-4-7575-6293-6                                  | 2021年4月12日 | ISBN 978-957-26-6009-6 | 2022年12月 | ISBN 978-7-5583-3476-4 | 不適用       | 不適用                 |
| 2    | 2020年9月9日     | ISBN 978-4-7575-6777-1 ISBN 978-4-7575-6778-8（特裝版） | 2022年2月18日 | ISBN 978-957-26-7196-2 | 2022年12月 | ISBN 978-7-5583-3476-4 | 2024年5月    | ISBN 978-7-5746-0364-6 |
| 3    | 2021年10月12日   | ISBN 978-4-7575-7499-1 ISBN 978-4-7575-7497-7（特裝版） | 2022年8月19日 | ISBN 978-957-26-8375-0 | 2024年5月  | ISBN 978-7-5583-4229-5 | 2024年5月    | ISBN 978-7-5746-0364-6 |
| 4    | 2022年11月11日   | ISBN 978-4-7575-7765-7 ISBN 978-4-7575-8170-8（特裝版） | 2023年8月7日  | ISBN 978-626-360-193-2 | 2024年5月  | ISBN 978-7-5583-4229-5 | 2024年5月    | ISBN 978-7-5746-0364-6 |
| 5    | 2024年7月11日    | ISBN 978-4-7575-9216-2 ISBN 978-4-7575-9217-9（特裝版） | 2025年2月13日 | ISBN 978-626-02-3118-7 |            |                        |              |                        |

### 朗讀劇
2020年11月22日，宣佈獲改編為將於2021年夏季上演的朗讀劇，石川界人飾演久堂清霞，上田麗奈飾演齋森美世，八木侑紀飾演齋森香耶。2021年4月22日，公佈公演詳情，以及多名追加參演者。2021年7月10日、11日在所澤Sakura Town（ところざわサクラタウン）公演4場，最後一場在Niconico直播設有網上現場直播。劇中全部參演者都身穿和服。朗讀劇的故事取自小說第1卷。

## 真人電影
2022年4月25日，宣佈改編為真人電影。於2023年3月17日上映，目黑蓮主演，今田美櫻飾演女主角，塚原亞由子執導，菅野友惠編劇。其他參演演員包括山口紗彌加、高石明里、高橋努、小林涼子、小越勇輝、平山祐介、山本未來、珠城遼、津田健次郎、渡邊圭祐、火野正平、石橋蓮司、大西流星、尾上右近、前田旺志郎、西垣匠、佐藤新、松島汰、高橋大翔、濱田學等。

## 電視動畫
2022年3月25日，官方Twitter預告將於4月5日晚上9時在KADOKAWAanime YouTube頻道播映新消息發佈會，朗讀劇聲優上田麗奈、石川界人出席，主播松澤千晶主持。當日在發佈會中宣佈本作動畫化，男女主角的聲優沿用朗讀劇的人選（上田、石川），並公開前導視覺圖、前導宣傳片，以及主要製作人員陣容。動畫製作公司是Kinema Citrus。7月15日，公開一張「夏季視覺圖」，以及使用了該視覺圖的形象影片；影片內容為由上田和石川朗讀、原著小說作者顎木撰寫的短篇故事。

### 主題曲
第1季
片頭曲
作詞、作曲、主唱：Riria.
片尾曲ヰタ・フィロソフィカ
作詞、作曲、主唱：伊東歌詞太郎，編曲：河野圭
第2季
片頭曲
作詞、作曲、主唱：Riria.
片尾曲
作詞、作曲、主唱：伊東歌詞太郎，編曲：大歲祐介

### 各話列表
| 話數       | 標題                   | 劇本               | 分鏡                           | 演出                 | 作畫監督 | 總作畫監督                               | 首播日期        |       |       |       |       |       |       |       |       |       |       |       |       |       |       |       |       |       |
| 第1季      | 第1季                  | 第1季              | 第1季                          | 第1季                | 第1季 | 第1季                                    | 第1季           | 第1季 | 第1季 | 第1季 | 第1季 | 第1季 | 第1季 | 第1季 | 第1季 | 第1季 | 第1季 | 第1季 | 第1季 | 第1季 | 第1季 | 第1季 | 第1季 | 第1季 |
| ---------- | ---------------------- | ------------------ | ------------------------------ | -------------------- | --- | ---------------------------------------- | --------------- | ----- | ----- | ----- | ----- | ----- | ----- | ----- | ----- | ----- | ----- | ----- | ----- | ----- | ----- | ----- | ----- | ----- |
| 第一話     | 相遇                   | 佐藤亞美           | 久保田雄大                     | 久保田雄大           | 安田祥子、高橋千尋、樋口香里 | 安田祥子                                 | 2023年 7月5日   |       |       |       |       |       |       |       |       |       |       |       |       |       |       |       |       |       |
| 第二話     | 關於老爺這個人         | 大西雄二           | 阿保孝雄                       | 竹谷徹平             | 伊藤晋之、二宮奈那子、三橋櫻子、合田麻美 | 伊藤晋之                                 | 7月12日         |       |       |       |       |       |       |       |       |       |       |       |       |       |       |       |       |       |
| 第三話     | 第一次的約會           | 佐藤亞美           | 荒川真嗣                       | 古桑孝治             | 大森理惠、門倉世央子、中山和子、樋口香里、松尾亞希子 | 安田祥子                                 | 7月19日         |       |       |       |       |       |       |       |       |       |       |       |       |       |       |       |       |       |
| 第四話     | 禮物                   | 豐田百香           | 阿保孝雄                       | 古桑孝治             | 飯田光尋、大橋幸子、大森理惠、小川浩司、左近充杏華、館崎大、二宮奈那子、LAZZ、川面介、高橋千尋、前田千景、趙小川、周健、STUDIO MASSKET                                                         | 安田祥子、伊藤晋之                       | 7月26日         |       |       |       |       |       |       |       |       |       |       |       |       |       |       |       |       |       |
| 第五話     | 漣漪                   | 佐藤亞美           | 小島正幸                       | 小島正幸             | 三橋櫻子、二宮奈那子、千葉山夏惠、館崎大、PARK Gayoung | 安田祥子、伊藤晋之                       | 8月2日          |       |       |       |       |       |       |       |       |       |       |       |       |       |       |       |       |       |
| 第六話     | 決心與雷鳴             | 大西雄仁           | 小出卓史                       | 小出卓史             | 谷紫織、大津、北原安鶴紗、田中宏紀、渡邊志步紀 | 伊藤晋之                                 | 8月9日          |       |       |       |       |       |       |       |       |       |       |       |       |       |       |       |       |       |
| 第七話     | 夏花般的淑女           | 豐田百香           | 小島正幸                       | 清水奏太郎           | 大森理惠、大橋幸子、門倉世央子、北原安鶴紗、館崎大、中山和子、二宮奈那子、三橋櫻子、渡邊香、趙小川                                                                                             | 安田祥子、伊藤晋之                       | 8月16日         |       |       |       |       |       |       |       |       |       |       |       |       |       |       |       |       |       |
| 第八話     | 惡夢與不祥的陰影       | 大西雄仁           | 阿保孝雄                       | 古桑孝治             | 粟井重紀、飯田光尋、伊勢神紀、大森理惠、大橋幸子、工藤真奈、館崎大、二宮奈那子、楊國福、朱至峰、LAZZ、青戶結加、秋山繪梨、橫山香月、吉井安里咲、萩原旭                                         | 安田祥子、伊藤晋之                       | 8月23日         |       |       |       |       |       |       |       |       |       |       |       |       |       |       |       |       |       |
| 第九話     | 沉溺於夢中             | 佐藤亞美           | 小池裕樹                       | 小池裕樹             | 中山和子、小川浩司、LEE Minjae、IM Sunhee、BAEK Jiwon、DANG HOANG MY LINH、NGUYEN THI THU TRANG                                                                                                | 安田祥子、伊藤晋之                       | 8月30日         |       |       |       |       |       |       |       |       |       |       |       |       |       |       |       |       |       |
| 第十話     | 夏季櫻花，以及過錯     | 大西雄仁           | 川並卓弘、久保田雄大、黑田結花 | 金澤由季             | 大野勉、大森理惠、簾畑由實、二宮奈那子、渡邊明夫、青戶結加、秋山繪梨、橫山香月、吉井安里咲、萩原旭                                                                                             | 安田祥子、伊藤晋之                       | 9月6日          |       |       |       |       |       |       |       |       |       |       |       |       |       |       |       |       |       |
| 第十一話   | 母親的遺留之物         | 佐藤亞美           | 伊藤智彥                       | 小出卓史             | 國吉杏美、永作友克、山本月穗、工藤真奈、STUDIO MASSKET、 | 安田祥子、伊藤晋之                       | 9月13日         |       |       |       |       |       |       |       |       |       |       |       |       |       |       |       |       |       |
| 第十二話   | 黑暗中的光芒           | 大西雄仁           | 阿保孝雄、久保田雄大           | 久保田雄大           | 大津、岡垣優、川口千里、栗原裕明、佐川遙、谷紫織、渡邊志步紀 | 安田祥子、伊藤晋之                       | 9月20日         |       |       |       |       |       |       |       |       |       |       |       |       |       |       |       |       |       |
| 第十三話   | 我的幸福形式           | 豐田百香           | 小島正幸                       | 村川直哉、久保田雄大 | 大森理惠、大橋幸子、金到暎、簾畑由實、中山和子、館崎大、二宮奈那子、Animore、EN | 安田祥子、伊藤晋之                       | 2024年 11月22日 |       |       |       |       |       |       |       |       |       |       |       |       |       |       |       |       |       |
| 第2季      |                        |                    |                                |                      | |                                          |                 |       |       |       |       |       |       |       |       |       |       |       |       |       |       |       |       |       |
| 第十四話   | 另一個久堂家           | 佐藤亞美           | 小島正幸                       | 小島正幸             | 大橋幸子、大森理惠、三橋櫻子、山本真理子、趙小川、陳玲玲 | 伊藤晉之、佐藤光                         | 2025年 1月6日   |       |       |       |       |       |       |       |       |       |       |       |       |       |       |       |       |       |
| 第十五話   | 新的考驗               | 石井風花           | 小島正幸                       | 小池裕樹             | 阿部楓子、大森理惠、佐藤光、中山和子、西澤皓人、畠山佳苗、滿若高代 | 佐藤光、福田裕樹                         | 1月13日         |       |       |       |       |       |       |       |       |       |       |       |       |       |       |       |       |       |
| 第十六話   | 異能心教與鬼           | 羽柴實里           | 久保田雄大                     | 清水奏太郎           | 秋竹齋一、大森理惠、門倉世央子、三橋櫻子、山本月穗、國吉杏美、大矢由香 | 中村和子、福田裕樹                       | 1月20日         |       |       |       |       |       |       |       |       |       |       |       |       |       |       |       |       |       |
| 第十七話   | 秋風送來之物           | 豐田百香           | 古桑孝治                       | 古桑孝治             | 大橋幸子、中山和子、福田裕樹、山本真理子、趙小川、陳玲玲 | 佐藤光、福田裕樹                         | 1月27日         |       |       |       |       |       |       |       |       |       |       |       |       |       |       |       |       |       |
| 第十八話   | 內心深處               | 羽柴實里           | 小島正幸                       | 元豪燦               | BEAK Jiwon、CHOI Dongjin、KIM Yeonsoo、UM Juhyeong、Yu Minji、DANG HOANG MY LINH、NGUYEM THI THU TARNG                                                                                         | 佐藤光、PARK Gayoung                     | 2月3日          |       |       |       |       |       |       |       |       |       |       |       |       |       |       |       |       |       |
| 第十九話   | 名為“甘水直”的男人     | 石井風花           | 小島正幸                       | 小島正幸             | 大澤夏生、大矢由香、工藤香奈、菅原美由紀、簾田由實、高橋萬帆、中山和子、山本月穗、山本真理子、吉武初火、趙小川、陳玲玲、Kim Yeonsu、BEAK Jiwon、CHOI Dongjin                                   | 佐藤光、中山和子、PARK Gayoung           | 2月10日         |       |       |       |       |       |       |       |       |       |       |       |       |       |       |       |       |       |
| 第二十話   | 新年 紛紛擾擾          | 豐川百香           | 伊藤智彥                       | 古桑孝治             | 大澤夏生、大森理惠、門倉世央子、杉木有沙、高橋萬帆、CHOI Dongjin、KIM Yeonsu、BEAK Jiwon、UM Juhyeong、DANG HOANG MY LIHN、NGUYEM THI THU TRANG                                                | 佐藤光、中山和子、PARK Gayoung           | 2月17日         |       |       |       |       |       |       |       |       |       |       |       |       |       |       |       |       |       |
| 第二十一話 | 夜之宴与远方映照的白雪 | 羽柴實里           | 荒川眞嗣                       | 元豪燦               | 工藤真奈、山本月穗、CHOI Dongjin、KIM Yeonsu、BEAK Jiwon、IM Sunhee、DANG HOANG MY LINH、NGUYEN THI THU TRANG、Yu SeungHee、Kim JongBum、Hong InSoo、Kim Hyunok                                | PARK Gayoung                             | 2月24日         |       |       |       |       |       |       |       |       |       |       |       |       |       |       |       |       |       |
| 第二十二話 | 夢的訊息               | 佐藤亞美           | 久保田雄大                     | 久保田雄大           | 大澤夏生、菅原美由紀、大森理惠、楊沛源、酸魚骨頭、狼嚎、武釗、李欣然、KIM Yeonsu、IM Sunhee、DANG HOANG MY LINH、NGUYEN THI THU TRANG                                                          | 佐藤光、中山和子、福田裕樹、PARK Gayoung | 3月3日          |       |       |       |       |       |       |       |       |       |       |       |       |       |       |       |       |       |
| 第二十三話 | 诺言                   | 佐藤亞美           | 古桑孝治                       | 古桑孝治             | 高橋万帆、趙小川、陳玲玲、楊沛源、酸漁骨頭、狼嚎、武釗、李欣然 | 佐藤光、中山和子                         | 3月10日         |       |       |       |       |       |       |       |       |       |       |       |       |       |       |       |       |       |
| 第二十四話 | 毅然出發               | 石井風花、羽柴實里 | 清水奏太郎                     | 清水奏太郎           | 大澤夏生、菅原美由紀、大森理惠、高橋萬帆、趙小川、陳玲玲、楊沛源、酸魚骨頭、狼嚎、武釗、李欣然、KIM Yeonsu、DANG HOANG MY LINH、NGUYEN THI THU TRANG                                           | 佐藤光、中山和子、福田裕樹、PARK Gayoung | 3月17日         |       |       |       |       |       |       |       |       |       |       |       |       |       |       |       |       |       |
| 第二十五話 | 夢想背後的情感         | 佐藤亞美           | 小島正幸                       | 小島正幸、古桑孝治   | 小澤夏生、菅原美由紀、大森理惠、高橋萬帆、左近充杏華、衫山有沙、石田誠也、細田沙織、KIM Yeonsu、DANG HOANG MY LINH、NGUYEN THI THU TRANG、趙小船、陳玲玲、楊沛源、酸魚骨頭、狼嚎、武釗、李欣然 | 佐藤光、中山和子、福田裕樹、PARK Gayoung | 3月31日         |       |       |       |       |       |       |       |       |       |       |       |       |       |       |       |       |       |
| 第二十六話 | 春來之際...            | 羽柴實里           | 二村秀樹、nina、高橋彩         | 久保田雄大、元豪燦   | 小澤夏生、大森理惠、菅原美由紀、高橋萬帆、趙小川、陳玲玲、楊沛源、酸魚骨頭、狼嚎、武釗、李欣然、朱央、谢奎、章品林、富春、王瑞浩、金承旭、刘爽、劉文慧、陳小倩、孫俊豪、渠逸辰、黄飛、何善智   | 佐藤光、中山和子、福田裕樹               | 4月9日          |       |       |       |       |       |       |       |       |       |       |       |       |       |       |       |       |       |

### 播映平台
| 播映地區         | 播映平台         | 播映日期               | 播映時間              | 備註             |
| 第1季            | 第1季            | 第1季                  | 第1季                 | 第1季            |
| ---------------- | ---------------- | ---------------------- | --------------------- | ---------------- |
| Netflix 服務地區 | Netflix 服務地區 | 2023年7月5日－9月20日  | 星期三 22:30（UTC+8） | [ 61 ]           |
| 中國大陸         | 哔哩哔哩         | 2023年8月9日－10月25日 | 星期三 21:00（UTC+8） | 提供中日雙語字幕 |
| 第2季            |                  |                        |                       |                  |
| 中國大陸         | 哔哩哔哩         | 2025年1月6日—4月18日   | 星期一 21:30（UTC+8） | 提供中日雙語字幕 |
| Netflix 服務地區 | Netflix 服務地區 | 2025年1月6日—          | 星期一 22:00（UTC+8） | [ 64 ]           |

### BD / DVD
| 卷數  | 發售日期       | 收錄話數      | 規格編號  | 規格編號  | 規格編號   |
| 卷數  | 發售日期       | 收錄話數      | BD限定版  | BD通常版  | DVD        |
| 第1季 | 第1季          | 第1季         | 第1季     | 第1季     | 第1季      |
| ----- | -------------- | ------------- | --------- | --------- | ---------- |
| 1     | 2023年11月29日 | 第1話—第4話   | KAXA-8641 | KAXA-8651 | KABA-11411 |
| 2     | 2023年12月22日 | 第5話—第8話   | 不適用    | KAXA-8652 | KABA-11412 |
| 3     | 2024年1月24日  | 第9話—第12話  | 不適用    | KAXA-8653 | KABA-11413 |
| 第2季 |                |               |           |           |            |
| 1     | 2025年5月28日  | 第1話—第5話   | 不適用    | KAXA-8991 | KABA-11651 |
| 2     | 2025年6月25日  | 第6話—第9話   | 不適用    | KAXA-8992 | KABA-11652 |
| 3     | 2025年7月25日  | 第10話—第13話 | 不適用    | KAXA-8993 | KABA-11653 |

## 外部連結
- 真人電影官方網站
- 電視動畫官方網站
- 我的幸福婚約的X（前Twitter）